# Лука Малеев
Лука Малеев Малеев е адютант на главнокомандващия на Действащата българска армия през Първата световна война, генерал Никола Жеков. Автор е на първата и единствена българска биография на Адолф Хитлер, която излиза за първи път на български език през 1942 г.

## Биография
Той е роден на 11 август 1888 г. в Пловдив. Завършва Военното училище в София през 1908 г. и е произведен в първи офицерски чин подпоручик на 2 август същата година.
Майорът о.з. Лука Малеев участва в Балканските войни и в Първата световна война. Като един от най-приближените офицери до генерал Жеков той е в течение на най-важните действия на главнокомандващия и има възможност да държи връзка връзка и със германското съюзническо командване. В резултат на придобитите впечатления и спомени от войната той пише биографията на генерал Жеков, която издава през 1938 г. в библиотечната поредица „Прослава. Нашите пълководци“. Една от най-ранните му книги, посветени на втората българска национална катастрофа е „Принос към истината за катастрофата на България през септември 1918 г.“ В нея авторът включва документи и страници от своя дневник, като предговора е на намиращия се по това време в емиграция ген. Н. Жеков (към 1921). След войната германският главнокомандващ фелдмаршал Ерих Лудендорф в печата отправя сериозни обвинения срещу България и нейната армия за поражението на Германия във войната. На тези обвинения отговарят генерал Стефан Тошев и Лука Малеев, като книгата на Малеев е отпечатана през 1931 г. под заглавие „Лудендорф клевети“. Поради поста, който заема през Първата световна война той се среща шест пъти с германския император Вилхелм II. За тези срещи разказва в книгата си „Шестте ми срещи с кайзер Вилхелм II“ (1969).
Като уполномощен от намиращия се в изгнание в Германия ген. Жеков и като връзка между генерал Александър Протогеров и адютанта на цар Борис III полковник Христо Калфов (бъдещ министър на външните работи в правителството на проф. Александър Цанков), Лука Малеев участва в заговора за свалянето на правителството на Александър Стамболийски. Подготвянето на този опит за преврат е много преди 9 юни 1923 г., а споменът на Малеев за тези събития е записан от Боян Мирчев.
През 30-те години на XX век, когато Адолф Хитлер идва на власт, Лука Малеев е канен за лектор в Германската военна академия. Тогава той се сближава със среди от Националсоциалистическата германска работническа партия, а през 1937 и 1938 г. като гост присъства на партийните конгреси в Нюрнберг. Особено тесни връзки установява с първия председател на партията Антон Дрекслер, с когото е в кореспондентска връзка до смъртта му на 25 февруари 1942 г. По времето когато пребивава в Германия Л. Малеев има възможност да наблюдава действията и маниерите на вожда Адолф Хитлер, да слуша неговите речи и да разговаря с германци, както и с чуждестранни кореспонденти. Запознаването му с дейността на Адолф Хитлер и с книгата му „Моята борба“ и речите му още от началото на 20-те години, както и с основните документи на Националсоциалистическата партия стават основа на биографията на Хитлер, която независимо от субективизма на автора и неговите симпатии към националсоциализма определено може да се каже, че е най-добрата българска биография на Фюрера и с право може да се нареди към сериозните изследвания за националсоциализма и за неговия водач. За съвсем кратко време в продължение на няколко месеца през 1942 и 1943 г. биографията претърпява 5 издания, като 60 години по-късно, през 1993 г. тя отново е издадена на български, но след като са съкратени нейните най-важни части. Това са последните ѝ три глави (Преданост към Хитлер, Чужденци за Хитлер, Хитлер и България), където се вижда отношението на Фюрера към България и изправянето на неправдите към страната през 1919 г. в Ньой. Тук авторът цитира речта на Хитлер от 4 май 1941 г., където той заявява: „Фактът че сторената на времето неправда над България се поправя, ни радва особено много, защото, след като германският народ с оръжието си направи възможна тази ревизия, ние имаме правото да вярваме, че сме изплатили един исторически дълг на благодарност спрямо нашия верен боен другар от голямата война.“
Майор, о.з. Лука Малеев Малеев умира в София на 25 май 1976 г.

## Военна кариера
Последователно служи в 8 артилерийски полк; адютант е в Инспекцията на артилерията; адютант на главнокомандващия на Действуващата армия през Първата световна война, а преди да бъде уволнен от армията последното му назначение е в Управлението на артилерията. Уволнен е от служба на 31 декември 1918 г.
- Подпоручик – 2 август 1908 г.
- Поручик – 22 септември 1911 г.
- Капитан – 18 май 1915 г.
- Майор – 27 февруари 1918 г.

### Самостоятелни творби
- Малеев, Лука. Принос към истината за катастрофата на България през Септември 1918 година.   София, Армейски военно-издателски фонд, 1921. с. 258.
- Малеев, Лука. Генералъ отъ пехотата Никола Жековъ.   София, Стопанско развитие, 1938. с. 143.
- Малеев, Лука. Адолфъ Хитлеръ.   София, Българско дело, 1942. с. 80.
- Малеев, Лука. Тъй побеждава Хитлер.   София, Б. изд, 1942. с. 152.
- Малеев, Лука. Адолф Хитлер. Легенда и действителност Ппрез погледа на един съвременник.   София, Пеликан Алфа, 1993. с. 61.
- Малеев, Лука. Шестте ми срещи с Кайзер Вилхелм II.   София, Св. Георги Победоносец / УИ „Св. Климент Охридски“, 1993. с. 158.

### В съавторство
- Г. Клинчаров, Лука Малеев. Ромъния и нейната политика спрямо България. (Презъ 1911 – 1912 и 1913 г.). Принос към истината. За катастрофата на България през Септември 1918 година.   София, Балканъ / Армийски военно-издателски фонд, 1917 – 1921. с. 562.
- Лука Малеев, Андро Лулчев, Н. Сакаров. Принос към истината за катастрофата на България през Септември 1918 година / Септемврийски дни. 1918 година (Лични спомени) / Демократите.   София, Армейски военно-издателски фонд / Печатница Пряпорецъ / ОРКД Освобождение, 1921-1926. с. 510.